# Топольчани (округ)
О́круг Топольча́ни (словац. okres Topoľčany) — округ (okres, район) в Нітранському краї, західна Словаччина. Площа округу становить — 597,7 км², на якій проживає — 74 000 осіб (31.12.2009). Середня щільність населення становить — 123,81 осіб/км². Адміністративний центр округу — місто Топольчани в якому проживає 28 464 жителів.

## Історія

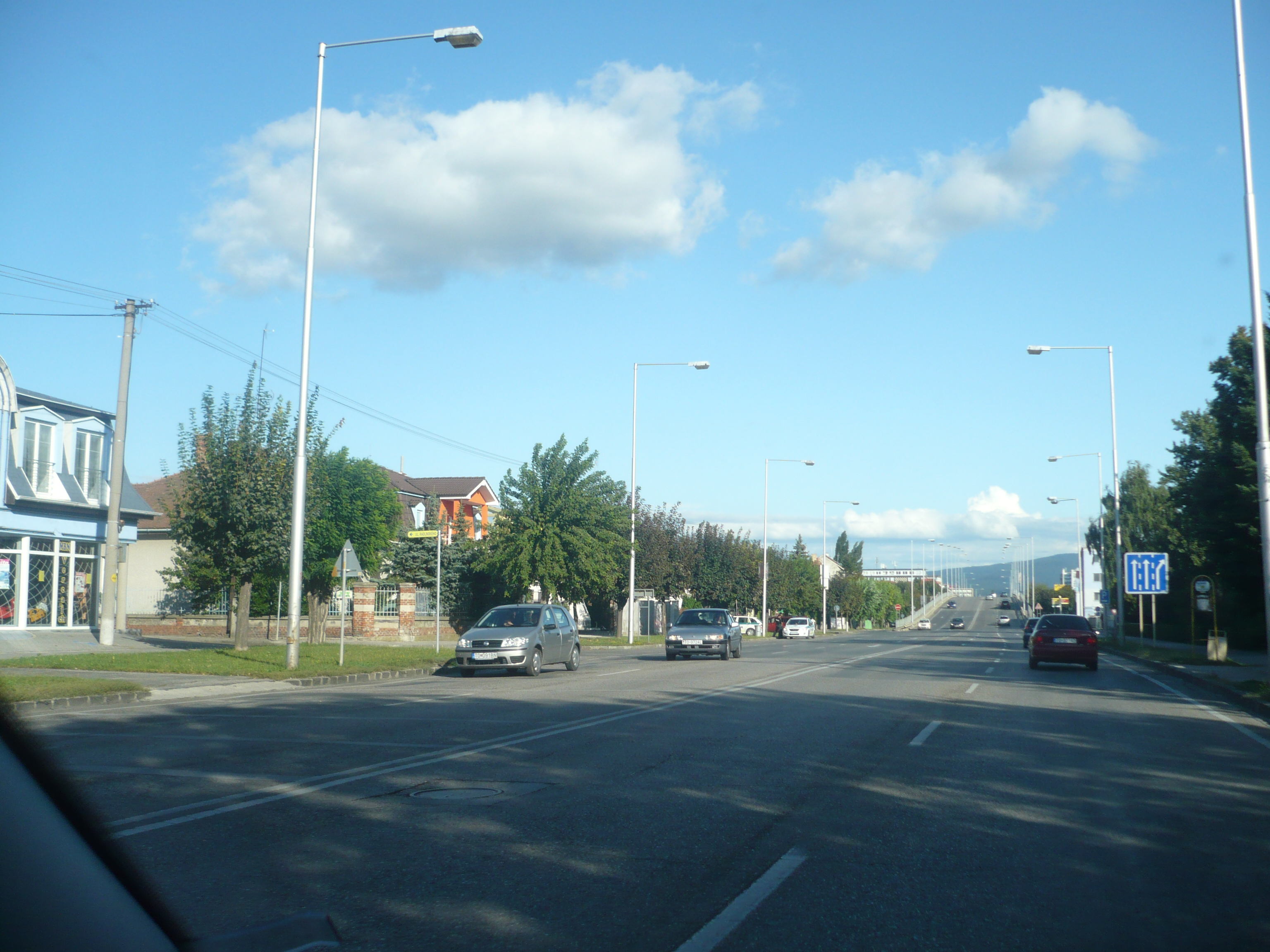
Місто Топольчани

До 1918 року округ належав Угорському королівству, а його територія входила до складу історичної області (комітату) Нітра.
В сучасному вигляді округ був утворений у 1996 році під час адміністративно-територіальної реформи Словацької Республіки, яка набула чинності 24 липня 1996 року.

## Географія

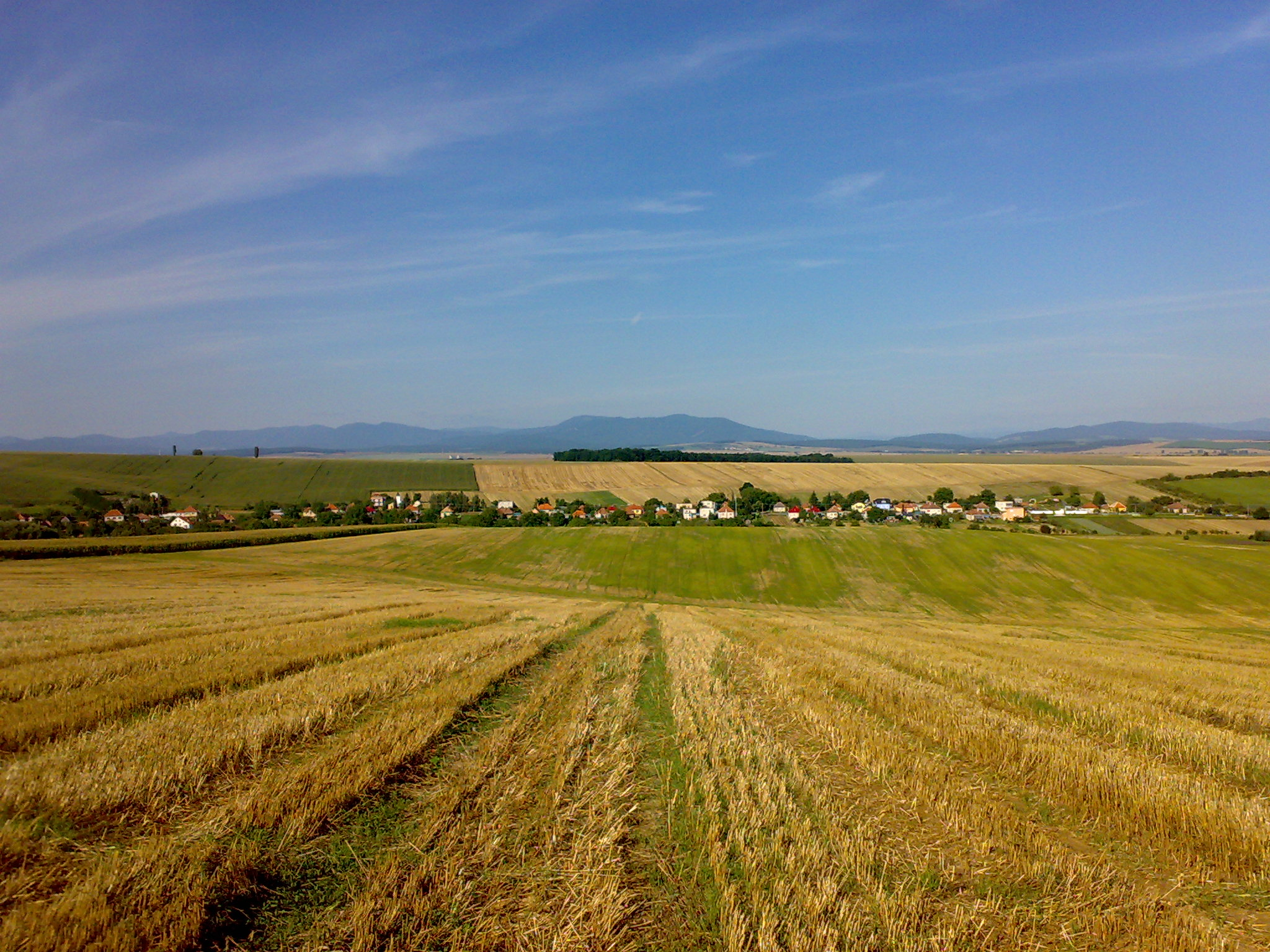
Вид на село Солч'янки

Округ розташований на півночі Нітранського краю, у західній частині Словаччини. Він межує з округами: на південному сході — Злате Моравце, на півдні — Нітра (округи Нітранського краю); на заході — Глоговец і П'єштяни, (округи Трнавського краю); на півночі — Нове Место-над-Вагом і Бановце-над-Бебравоу, на північному сході — Партизанське (всі округи Тренчинського краю).
Територією округу протікають річки: Нітра — ліва притоки Вагу, Бебрава і Радошинка — праві притоки Нітри.

## Статистичні дані

### Населення
| Рік:            | 1994.  | 2004.   | 2014.   | 2024.   |
| --------------- | ------ | ------- | ------- | ------- |
| Кількість осіб: | 74 298 | 74 058  | 71 586  | 69 278  |
| Різниця:        |        | -0,32 % | -3,33 % | -3,22 % |

| Рік:            | 2023.  | 2024.   |
| --------------- | ------ | ------- |
| Кількість осіб: | 69 577 | 69 278  |
| Різниця:        |        | -0,42 % |

### Національний склад

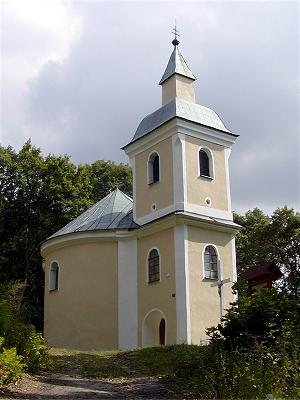
Каплиця Святого Георгія
в селі Нітрянська Блатніца

Національний склад округу, за офіційними даними, є досить моноетнічним. Основну частину населення тут становлять словаки, понад 97 %, всі інші національності складають менше 3 % від усієї кількості населення округу.
Дані по національному складу населення округу Топольчани на 31 грудня 2010 року:
- словаки — 97,79 %
- чехи — 0,62 %
- роми — 0,20 %
- угорці — 0,16 %
- українці — 0,12 %
- інші національності — 1,11 %

### Конфесійний склад 2001
- католики — 88,1 %
- лютерани — 3,3 %
- інші релігії та атеїсти — 8,6 %

## Адміністративний поділ

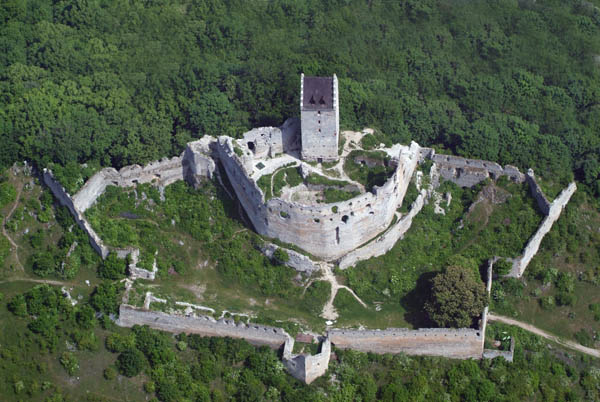
Замок в Подградьє. Вид з повітря

Округ складається з 54 громад (населених пунктів): місто-адмінцентр і 53 сіл.

### Міста
- Топольчани

### Села
- Ардановце
- Белінце
- Біскупова
- Блесовце
- Бойна
- Велушовце
- Вельке Дворани
- Вельке Ріпняни
- Возокани
- Гайна Нова Вес
- Горне Обдоковце
- Горне Хлебани
- Горне Штітаре
- Грушовани
- Дворани-над-Нітроу
- Завада
- Каманова
- Коварце
- Коньяровце
- Крнча
- Кртовце
- Крушовце
- Кузміце
- Ліповнік
- Луданиці
- Лужани
- Мале Ріпняни
- Нємечки
- Нємчиці
- Нітрянска Блатніца
- Нітрянска Стреда
- Норовце
- Опониці
- Орешани
- Подградіє
- Празновце
- Прашиці
- Преселяни
- Радошіна
- Райчани
- Сврбиці
- Солчани
- Солч'янки
- Суловце
- Тврдоместиці
- Тесаре
- Товарніки
- Урмінце
- Храбрани
- Челядінце
- Чермани
- Шалговце
- Яцовце